# Дибанго, Иван Джуниор Нябейе
Джунио́р Ива́н Нябейе́ Дибанго́ (фр. Junior Yvan Nyabeye Dibango; род. 10 марта 2002, Яунде) — камерунский футболист, левый защитник клуба «Кривбасс».

## Карьера

### «Ислочь»
Воспитанник футбольной академии камерунского клуба «Драгон». В марте 2021 года перешёл в белорусский клуб «Ислочь», с которым подписал трёхлетний контракт. Дебютировал за клуб 3 апреля 2021 года против солигорского «Шахтёра», выйдя на поле в стартовом составе. Первым результативным действием за клуб отличился 16 апреля 2021 года в матче против речицкого «Спутника», отдав голевую передачу. Дебютный гол за клуб забил 5 мая 2021 года в ответном полуфинальном матче Кубка Беларуси против солигорского «Шахтёра», по итогу выйдя в финал. В финале Кубка Беларуси 23 мая 2021 года вместе с клубом уступил борисовскому БАТЭ. Дебютный гол в чемпионате забил 25 июля 2021 года в матче против «Сморгони». На протяжении всего сезона был ключевым игроком клуба, отличившись 3 забитыми голами и 3 результативными передачами во всех турнирах. Также камерунец стал лидером команды по количеству сыгранного времени за сезон, а именно 2820 минут, сыграв в 2021 году 31 игру во всех турнирах.
В январе 2022 года попал в список международного центра спортивных исследований, как один из лучших молодых защитников. Первый матч в новом сезоне сыграл 19 марта 2022 года в матче против «Слуцка», выйдя на поле в стартовом составе. В следующем матче 2 апреля 2022 года против брестского «Динамо» отличился своим первым в сезоне забитым голом. На протяжении первой половины сезона был лидером клуба, отличившись за этот период 2 забитыми голами и 6 результативными передачами в рамках чемпионате. Также по итогу первого круга попал в символическую сборную чемпионата как лучший крайний защитник.

### «Кривбасс»

#### Сезон 2022/23
В августе 2022 года перешёл в эстонский клуб «ФКИ Левадия». Затем появилась информация, что защитник на правах аренды перейдёт в украинский клуб «Кривбасс». Вскоре, после перехода в эстонский клуб, спортивный директор «Левадии» подтвердил, что футболист на правах аренды проведёт сезон в украинском клубе. В сентябре 2022 года «Кривбасс» официально подписал контракт с футболистом на год без права выкупа. Дебютировал за клуб 2 октября 2022 года в матче против луганской «Зари», выйдя на поле в стартовом составе. Первым результативным действием за клуб отличился 23 апреля 2023 года в матче против одесского «Черноморца», отдав голевую передачу. На протяжении всего сезона был в клубе одним из ключевых игроков, отличившись 2 результативными передачами. По итогу сезона вместе с клубом завершил украинский чемпионат на итоговом седьмом итоговом месте в турнирной таблице. В июне 2023 года покинул криворожский клуб по окончании срока действия арендного соглашения.

#### Сезон 2023/24
В июле 2023 года продолжил тренироваться с украинским клубом, который в свою очередь хотел заключить с футболистом полноценный контракт. В конце июля 2023 года украинский клуб снова оформил арендное соглашение с футболистом, на этот раз также включив опцию выкупа. Первый матч в новом сезоне сыграл 30 июля 2023 года против «Александрии», выйдя на поле в стартовом составе. Футболист стал лучшим игроком клуба в августе 2023 года, отличившись за этот период 3 результативными передачами, из которых дважды отличился в матче против донецкого «Шахтёра». Дебютный гол за клуб забил 23 сентября 2023 года в матче против полтавской «Ворсклы». В ноябре 2023 года появилась информация о том, что футболистом интересуется швейцарский «Базель». В декабре 2023 года генеральный директор украинского клуба сообщил, что опция выкупа футболиста возможно будет активирована в зимнее трансферное окно 2024 года. Футболист попал в символическую сборную первой половины украинской Премьер лиги как лучший левый защитник. В феврале 2024 года украинский клуб официально выкупил камерунца, с которым подписал контракт до 2026 года. На протяжении сезона футболист выступал за клуб в роли ключевого игрока, отличившись забитым голом и 7 результативными передачами. По итогу сезона вместе с клубом стал бронзовым призёром чемпионата.

#### Сезон 2024/25
Новый сезон начал 3 августа 2024 года с матча против одесского «Черноморца», выйдя на поле в стартовом составе. Также августе 2024 года по сообщениям источников к футболисту проявляли интерес греческий ПАОК, а также продолжали следить швейцарский «Базель» и французский «Брест». Вскоре вместе с клубом отправились на квалификационные матчи Лиги Европы УЕФА. Дебютный матч в рамках еврокубкового турнира сыграл 8 августа 2024 года против чешской «Виктории», выйдя на поле в стартовом составе, отличившись результативной передачей. В ответном матче чешский клуб оказался сильнее, а футболист вместе с «Кривбассом» отправились в раунд плей-офф Лиги конференций УЕФА, где по сумме матчей уступили испанскому «Реал Бетису». В матче 24 ноября 2024 года против киевской «Оболони» вышел на поле с капитанской повязкой. В матче 7 мая 2025 года против клуба «Левый берег» получил серьёзную травму и выбыл из распоряжения клуба до конца сезона. В мае 2025 года отправился в Финляндию, где был прооперирован. На протяжении сезона выступал за клуб в роли одного из ключевых игроков, отличившись 2 результативными передачами во всех турнирах. По итогу сезона вместе с клубом завершил чемпионат на итоговом шестом месте.

## Международная карьера
В феврале 2021 года был вызван в молодежную сборную Камеруна до 20 лет для участия в Кубке африканских наций 2021 года до 20 лет. Дебютировал за сборную 20 февраля 2021 года против Мозамбика. В июне 2023 года футболист получил вызов в молодёжную сборную Камеруна до 23 лет. 
В мае 2024 года футболист получил вызов в национальную сборную Камеруна по футболу на квалификационные матчи на чемпионат мира 2026 года.

## Достижения

### Командные
«Кривбасс»
- Бронзовый призёр чемпионата Украины: 2023/24

### Личные
- Лучший игрок месяца украинской Премьер-лиги: июль-август 2023

## Статистика выступлений
| Выступление      | Выступление      | Выступление      | Лига | Лига | Кубки | Кубки | Конт. кубки | Конт. кубки | Итого | Итого |
| Клуб             | Лига             | Сезон            | Игры | Голы | Игры  | Голы  | Игры        | Голы        | Игры  | Голы  |
| ---------------- | ---------------- | ---------------- | ---- | ---- | ----- | ----- | ----------- | ----------- | ----- | ----- |
| Драгон (Яунде)   | Премьер лига     | 2018             | ?    | ?    | ?     | ?     | —           | —           | ?     | ?     |
| Драгон (Яунде)   | Премьер лига     | 2019             | ?    | ?    | ?     | ?     | —           | —           | ?     | ?     |
| Драгон (Яунде)   | Премьер лига     | 2019/20          | ?    | ?    | ?     | ?     | —           | —           | ?     | ?     |
| Драгон (Яунде)   | Премьер лига     | 2020/21          | ?    | ?    | ?     | ?     | —           | —           | ?     | ?     |
| Драгон (Яунде)   | Итого            | Итого            | ?    | ?    | ?     | ?     | —           | —           | ?     | ?     |
| Ислочь           | Высшая лига      | 2021             | 26   | 2    | 5     | 1     | 0           | 0           | 31    | 3     |
| Ислочь           | Высшая лига      | 2022             | 16   | 2    | 2     | 0     | 0           | 0           | 18    | 2     |
| Ислочь           | Итого            | Итого            | 42   | 4    | 7     | 1     | 0           | 0           | 49    | 5     |
| → Кривбасс       | Премьер лига     | 2022/23          | 23   | 0    | 0     | 0     | 0           | 0           | 23    | 0     |
| → Кривбасс       | Премьер лига     | 2023/24          | 18   | 1    | 1     | 0     | 0           | 0           | 19    | 1     |
| → Кривбасс       | Итого            | Итого            | 41   | 1    | 1     | 0     | 0           | 0           | 42    | 1     |
| Кривбасс         | Премьер лига     | 2023/24          | 12   | 0    | 0     | 0     | 0           | 0           | 12    | 0     |
| Кривбасс         | Премьер лига     | 2024/25          | 19   | 0    | 0     | 0     | 4           | 0           | 23    | 0     |
| Кривбасс         | Итого            | Итого            | 31   | 0    | 0     | 0     | 4           | 0           | 35    | 0     |
| Всего за карьеру | Всего за карьеру | Всего за карьеру | 114  | 5    | 8     | 1     | 4           | 0           | 126   | 6     |